# Độ sụt của hỗn hợp bê tông
Độ sụt hay độ lưu động của vữa bê tông, dùng để đánh giá khả năng dễ chảy của hỗn hợp bê tông dưới tác dụng của trọng lượng bản thân hoặc rung động. Độ sụt được xác định theo TCVN 3105-93 hoặc ASTM C143-90A. Ký hiệu là SN (cm).
Dụng cụ đo là hình nón cụt của Abrams, gọi là côn Abrams, có kích thước 203x102x305 mm, đáy và miệng hở.
Que đầm hình tròn có đường kính bằng 16mm dài 600mm.
Độ sụt bằng 305 trừ đi chiều cao của bêtông tươi.
Căn cứ vào độ sụt chia bê tông làm ba loại:
- Loại cứng SN <1.3 cm
- Loại dẻo SN < 8 cm
- Siêu dẻo có SN=10–22 cm.

Ở giai đoạn ban đầu của vật liệu bê tông (giai đoạn có thể thi công được), vật liệu bê tông có dạng vữa lỏng, nên rất dễ chứa đựng, vận chuyển, và đặc biệt là dễ đổ vào thiết bị tạo khuôn. Tính linh động của vữa lỏng đảm bảo cho việc rót bê tông vào khuôn được dễ dàng. Đặc tính linh động của vữa bê tông được đo lường thông qua chỉ tiêu độ sụt của vữa trước khi đổ bê tông. Hình dạng của khối vật liệu bê tông có thể thay đổi theo hình dạng của thiết bị dùng để chứa đựng và tạo hình cho bê tông, còn gọi là khuôn đúc bê tông. Độ sụt của vữa bê tông đảm bảo cho vữa bê tông có thể chảy đến mọi vị trí bên trong khuôn đúc bê tông.

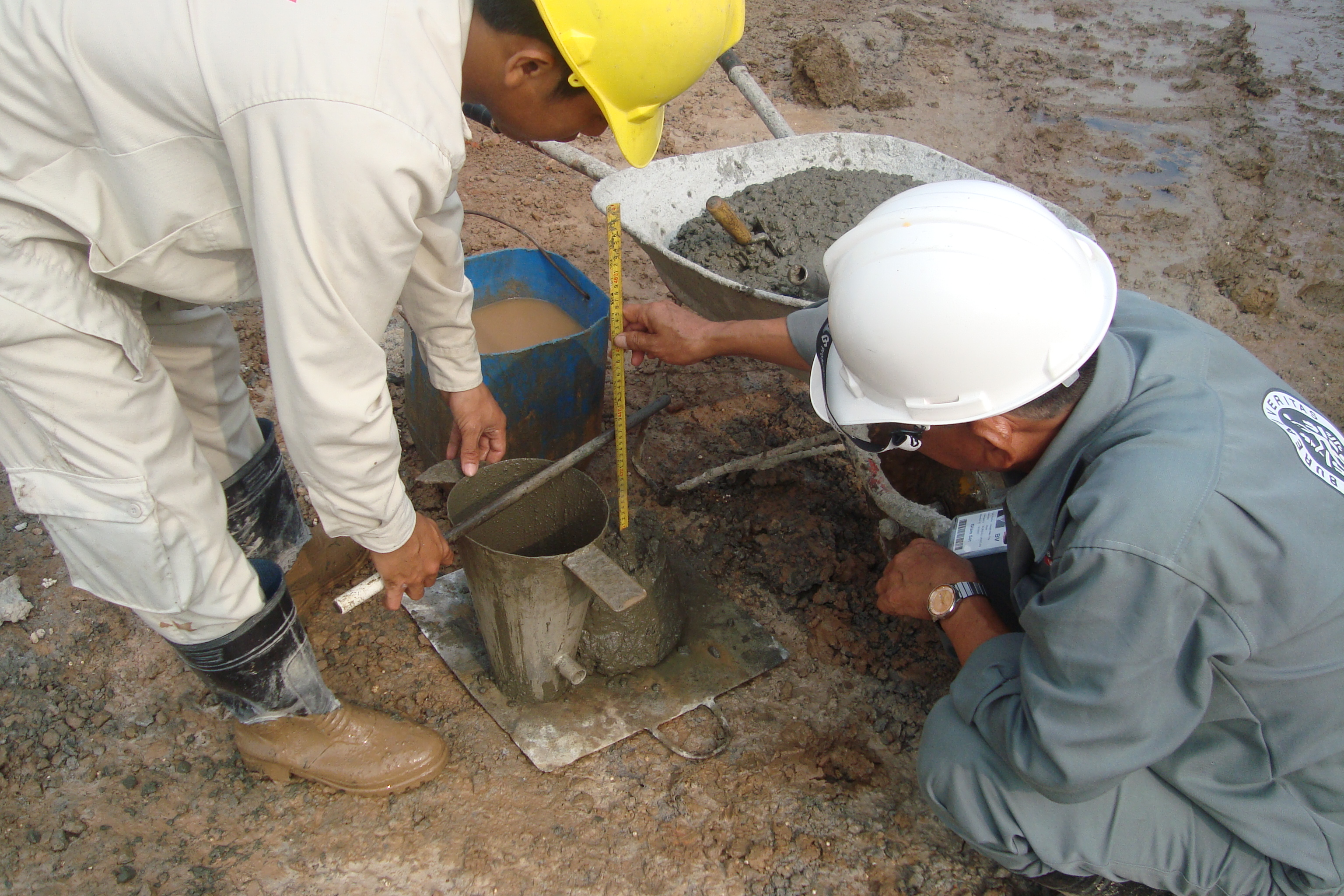
Tư vấn giám sát kiểm tra độ sụt bê tông thương phẩm của nhà thầu, trước khi đổ bê tông cọc Barrette tường vây.